# Christian Johann Wilhelm Daehnhardt
Christian Johann Wilhelm Daehnhardt (* 28. November 1844 in Eckernförde; † 14. Juli 1892 in Kiel) war ein deutscher Arzt und Hochschullehrer an der Universität Kiel.

## Leben und Wirken
Christian Johann Wilhelm Daehnhardt war ein Sohn des Kaufmanns Johann Wilhelm Daehnhardt und dessen Ehefrau Johanna Louise, geborene Müller. Er studierte von 1864 bis Medizin an Universitäten in Kiel, Tübingen und Wien. 1866 wechselte er erneut nach Kiel und volontierte dort als Assistent von Victor Hensen. In seiner Dissertation beschäftigte er sich 1868 mit der Chemie der Lymphe. Danach arbeitete er zwei Jahre als promovierter Privatdozent für Physiologie bei seinem früheren Lehrer Hensen.
Während des Deutsch-Französischen Krieges leistete Daehnhardt Militärdienst. Anschließend eröffnete er eine eigene Praxis in Kiel und arbeitete weiterhin als Privatdozent der dortigen Universität. Am 22. April 1873 heiratete er in Kiel Emma Louise Wolff (* 17. Juli 1852 in Frankfurt). Seine Praxis befand sich anfangs am Kieler Markt und ab 1882 in der Kieler Kehdenstraße. Ab 1884 praktizierte er darüber hinaus in der Ambulanz der Privatklinik von Gustav Adolf Neuber.
Daehnhardt genoss unter Patienten und Medizinern hohes Ansehen und übernahm den Vorsitz des Kieler Ärztlichen Vereins. Dabei setzte er sich für das ärztliche Fortbildungs- und Standeswesen ein und erzielte dabei nennenswerte Fortschritte. In der Kieler Öffentlichkeit zeigte er sich oft als Anhänger der Liberalen Partei.

## Wissenschaftliche Arbeiten
Daehnhardt beschäftigte sich während seiner Zeit als Assistent Victor Hensens mit der Physiologischen Chemie. In seinen Vorlesungen und mehreren Aufsätzen, die meist in den Veröffentlichungen des Physiologischen Instituts erschienen, behandelte er die Chemie der Lymphe, des Harns oder die Bildung von Glykogen in der Leber. Dies zeigt, dass er sich sehr für die seinerzeit aufkommende medizinische Chemie interessierte. Später beschäftigte er sich zumeist mit der Neurologie und Elektrotherapie. Ab 1874 referierte er regelmäßig hierzu im Rahmen seiner Vorlesungen und Übungen.